# محمد العبد الله (لاعب كرة قدم قطري)
محمد سعيد العبد الله لاعب كرة قدم قطري، ولد في (9 يناير 1990). 
لعب سابقاً في نادي الريان ونادي الجيش ونادي الشمال والخريطيات ونادي لوسيل .